# Liste der Kulturdenkmäler in Flörsbachtal
Die folgende Liste enthält die in der Denkmaltopographie ausgewiesenen Kulturdenkmäler auf dem Gebiet  der Gemeinde Flörsbachtal, Main-Kinzig-Kreis, Hessen.
Hinweis: Die Reihenfolge der Denkmäler in dieser Liste orientiert sich zunächst an Ortsteilen und anschließend der Anschrift, alternativ ist sie auch nach der Bezeichnung, der vom Landesamt für Denkmalpflege vergebenen Nummer oder der Bauzeit sortierbar.
Kulturdenkmäler werden fortlaufend im Denkmalverzeichnis des Landes Hessen durch das Landesamt für Denkmalpflege Hessen auf Basis des Hessischen Denkmalschutzgesetzes (HDSchG) geführt. Die Schutzwürdigkeit eines Kulturdenkmals hängt nicht von der Eintragung in das Denkmalverzeichnis des Landes Hessen oder der Veröffentlichung in der Denkmaltopographie ab.

Das Vorhandensein oder Fehlen eines Objekts in dieser Liste ist keine rechtsverbindliche Auskunft darüber, ob es Kulturdenkmal ist oder nicht: Diese Liste entspricht möglicherweise nicht dem aktuellen Stand der offiziellen Denkmaltopographie. Diese ist für Hessen in den entsprechenden Bänden der Denkmaltopographie Bundesrepublik Deutschland und im Internet unter DenkXweb – Kulturdenkmäler in Hessen einsehbar. Auch diese Quellen sind, obwohl sie durch das Landesamt für Denkmalpflege Hessen aktualisiert werden, nicht immer aktuell, da es im Denkmalbestand immer wieder Änderungen gibt.
Eine verbindliche Auskunft erteilt allein das Landesamt für Denkmalpflege Hessen.
Nutze diese Kartenansicht, um Koordinaten in der Liste zu setzen. In dieser Kartenansicht sind Kulturdenkmale ohne Koordinaten mit einem roten bzw. orangen Marker dargestellt und können in der Karte gesetzt werden. Kulturdenkmale ohne Bild sind mit einem blauen bzw. roten Marker gekennzeichnet, Kulturdenkmale mit Bild mit einem grünen bzw. orangen Marker.

## Gesamtanlagen
| Bild            | Bezeichnung                                  | Lage | Beschreibung | Bauzeit | Objekt-Nr. |
| --------------- | -------------------------------------------- | --- | ------------ | ------- | ---------- |
| Bild gesucht BW | Gesamtanlage Alter Ortskern                  | Flörsbach: An der Dick, Am Denkmal, Am Hartgrund, Am Ruppich, Forsthausstraße, Orber Straße, Skifeldweg Lage                                                                                 |              |         | 128606 DDB |
| Bild gesucht BW | Alter Ortskern                               | Kempfenbrunn: Würzburger Straße Lage |              |         | 128615 DDB |
| Bild gesucht BW | Alter Ortskern und Ortserweiterung 1840-1900 | Lohrhaupten: Bachläufe des Dünkelbachs mit Grünfläche, Borngasse, Dünkelbachstraße, Frickegasse, Hauptstraße, Kirchberg mit Kirche, Lohrer Straße, Mühlbergstraße, Mühlweg, Weicherstal Lage |              |         | 128620 DDB |

## Kulturdenkmäler nach Ortsteilen

### Flörsbach
| Bild            | Bezeichnung                | Lage                                                | Beschreibung | Bauzeit | Objekt-Nr. |
| --------------- | -------------------------- | --------------------------------------------------- | ------------ | ------- | ---------- |
| Bild gesucht BW |                            | Am Denkmal 2 LageFlur: 1, Flurstück: 111/1          |              | 19. Jh. | 128607 DDB |
| Bild gesucht BW | Evangelische Kirche        | An der Dick LageFlur: 1, Flurstück: 8/2, 13         |              | 1920–23 | 128045 DDB |
| Bild gesucht BW | Gasthaus Stern             | An der Dick 1 LageFlur: 1, Flurstück: 14            |              | 1802    | 128608 DDB |
| Bild gesucht BW | Forsthaus Birkenacker      | Forsthausstraße 28 LageFlur: 5, Flurstück: 105/6    |              | 20. Jh. | 128046 DDB |
| Bild gesucht BW | Kriegerdenkmal und Brunnen | Orber Straße LageFlur: 1, Flurstück: 102            |              |         | 128044 DDB |
| Bild gesucht BW | Trafostation               | Orber Straße LageFlur: 2, Flurstück: 83             |              | 1920/21 | 128609 DDB |
| Bild gesucht BW |                            | Orber Straße 18/20 LageFlur: 5, Flurstück: 140, 141 |              | 18. Jh. | 128610 DDB |
| Bild gesucht BW | Ehemaliges Forstamt        | Orber Straße 21 LageFlur: 2, Flurstück: 42          |              | 18. Jh. | 128047 DDB |
| Bild gesucht BW | Rathaus und Feuerwehrhaus  | Orber Straße 39 LageFlur: 1, Flurstück: 9           |              | 20. Jh. | 128611 DDB |
| Bild gesucht BW |                            | Orber Straße 45 LageFlur: 1, Flurstück: 20          |              | 19. Jh. | 128612 DDB |
| Bild gesucht BW |                            | Orber Straße 48 LageFlur: 1, Flurstück: 97          |              | 19. Jh. | 128613 DDB |
| Bild gesucht BW |                            | Orber Straße 50 LageFlur: 1, Flurstück: 96          |              | 19. Jh. | 128614 DDB |

### Kempfenbrunn
| Bild                                | Bezeichnung         | Lage                                                   | Beschreibung | Bauzeit | Objekt-Nr. |
| ----------------------------------- | ------------------- | ------------------------------------------------------ | ------------ | ------- | ---------- |
| Bild gesucht BW                     | Gasthof Ziegelhütte | Lohrer Straße LageFlur: 19, Flurstück: 39              |              |         | 128616 DDB |
| Transformatorenturm                 | Transformatorenturm | Mühlgasse LageFlur: 1, Flurstück: 181                  |              |         | 128617 DDB |
| Wohnhaus Mühlgasse 8 Kempfenbrunn   |                     | Mühlgasse 8 LageFlur: 2, Flurstück: 210                |              | 19. Jh. | 128048 DDB |
| Forsthof Kempfenbrunn, Mühlgasse 22 | Forsthof            | Mühlgasse 22 LageFlur: 2, Flurstück: 242/1             |              | 19. Jh. | 128618 DDB |
| weitere Bilder                      | Evangelische Kirche | Würzburger Straße LageFlur: 1, Flurstück: 161          |              | 13. Jh. | 128053 DDB |
| Bild gesucht BW                     |                     | Würzburger Straße 2 LageFlur: 2, Flurstück: 187/2, 188 |              | 1833    | 128050 DDB |
|                                     |                     | Würzburger Straße 4 LageFlur: 1, Flurstück: 187/2, 188 |              | 19. Jh. | 128050 DDB |
|                                     |                     | Würzburger Straße 23 LageFlur: 1, Flurstück: 133       |              | 20. Jh. | 128051 DDB |
| Dorflinde                           | Dorflinde           | Würzburger Straße 33 LageFlur: 1, Flurstück: 144       |              |         | 128049 DDB |
|                                     |                     | Würzburger Straße 61 LageFlur: 2, Flurstück: 143       |              |         | 128619 DDB |

### Lohrhaupten
| Bild            | Bezeichnung                     | Lage                                                               | Beschreibung                                                                          | Bauzeit | Objekt-Nr. |
| --------------- | ------------------------------- | ------------------------------------------------------------------ | ------------------------------------------------------------------------------------- | ------- | ---------- |
| Bild gesucht BW | Brunnentrog                     | Dünkelbachstraße LageFlur: 2, Flurstück: 79                        |                                                                                       |         | 128057 DDB |
| Bild gesucht BW | Sachgesamtheit Hofanlage        | Dünkelbachstraße 3, Dünkelbachstraße LageFlur: 2, Flurstück: 40,41 |                                                                                       | 18. Jh. | 128621 DDB |
| Bild gesucht BW |                                 | Dünkelbachstraße 9 LageFlur: 2, Flurstück: 72                      |                                                                                       | 1890    | 128622 DDB |
| Ziehbrunnen     | Ziehbrunnen                     | Hauptstraße LageFlur: 2, Flurstück: 24/3                           |                                                                                       | 1588    | 128055 DDB |
| Bild gesucht BW | Historischer Gasthof Herrns-Hof | Hauptstraße 13 LageFlur: 3, Flurstück: 75                          |                                                                                       | 1820    | 128623 DDB |
| Bild gesucht BW |                                 | Hauptstraße 23 LageFlur: 1, Flurstück: 17/1                        |                                                                                       | 1900    | 128624 DDB |
| Bild gesucht BW |                                 | Hauptstraße 30, Hauptstraße 30a LageFlur: 1, Flurstück: 10/1       |                                                                                       | 1826    | 128625 DDB |
| Bild gesucht BW |                                 | Hauptstraße 31 LageFlur: 1, Flurstück: 37/1                        |                                                                                       | 19. Jh. | 128626 DDB |
| Bild gesucht BW |                                 | Hauptstraße 32 LageFlur: 1, Flurstück: 38                          |                                                                                       | 1894    | 128627 DDB |
| Bild gesucht BW |                                 | Hauptstraße 35 LageFlur: 1, Flurstück: 158/1                       |                                                                                       | 1841    | 128054 DDB |
| Bild gesucht BW |                                 | Hauptstraße 37 LageFlur: 1, Flurstück: 156/1                       |                                                                                       | 19. Jh. | 128628 DDB |
| weitere Bilder  | Evangelische Kirche             | Kirchberg LageFlur: 2, Flurstück: 210                              | ehemalige katholische Pfarrkirche St. Matthäus, Kirchhofmauer mit Pfosten, Grabsteine | 1765    | 128629 DDB |
| Bild gesucht BW |                                 | Lohrer Straße 6 LageFlur: 1, Flurstück: 170/1                      |                                                                                       | 1878    | 128630 DDB |
| Bild gesucht BW | Alte Schule                     | Lohrer Straße 15 LageFlur: 1, Flurstück: 177/1                     |                                                                                       | 1906/07 | 128056 DDB |

### Mosborn
| Bild            | Bezeichnung | Lage                                                           | Beschreibung | Bauzeit | Objekt-Nr. |
| --------------- | ----------- | -------------------------------------------------------------- | ------------ | ------- | ---------- |
| Bild gesucht BW |             | Waldstraße 6, Waldstraße 6a LageFlur: 3, Flurstück: 37/1, 37/2 |              | 19. Jh. | 128058 DDB |
| Bild gesucht BW |             | Waldstraße 12 LageFlur: 3, Flurstück: 25/5                     |              | 18. Jh. | 128059 DDB |
| Bild gesucht BW | Hofanlage   | Waldstraße 19 LageFlur: 3, Flurstück: 3                        |              | 18. Jh. | 128060 DDB |